# Ограничител (електронна схема)
Ограничителят на напрежение е електронна схема, която позволява на сигнали под определена входна мощност или ниво да преминат незасегнати, докато намаляват (намаляват) пиковете на по-силни сигнали, които надвишават този праг. Ограничаването е тип компресия на динамичен обхват. Клипингът е екстремна версия на ограничаването.
Ограничаването може да се отнася до редица обработки, предназначени да ограничат максималното ниво на сигнала.

## Класификация
- Еднополярен ограничител – ограничава сигнала по един начин
- Двуполярен ограничител – ограничава сигнала по два начина
- Мек ограничител – изходът може да се промени в тази верига дори за лека промяна във входа
- Твърд ограничител – изходът няма да се промени лесно с промяната на входния сигнал
- Единичен ограничител – използва един диод за ограничаване
- Двоен ограничител – използва два диода за ограничаване
- Аудио ограничители – поддържане на постоянен аудиосигнал